# Open Up and Say... Ahh!
Albums de Poison
Look What the Cat Dragged In
(1986) Flesh and Blood
(1990)
Singles
1. Nothin' but a Good Time
Sortie : 6 avril 1988
2. Fallen Angel
Sortie : 6 juillet 1988
3. Every Rose Has Its Thorn
Sortie : 12 octobre 1988
4. Your Mama Don't Dance
Sortie : 1er février 1989

Open Up and Say... Ahh! est le deuxième album studio du groupe Poison sorti en 1988.

## Style
Considéré comme un album typique du glam metal de la fin des années 1980, Open Up and Say... Ahh! est moins lourdement influencé par le heavy metal que son prédécesseur, Look What the Cat Dragged in. Avec le morceau Every Rose Has Its Thorn, le groupe tente même une incursion dans le territoire de la musique country. Ce sera une grande réussite, puisque cette chanson deviendra le seul hit numéro un de Poison, en décembre 1988. Pour la production, le groupe fera appel à Tom Werman, qui avait déjà travaillé avec Twisted Sister et Mötley Crüe, à la suite du désistement de Paul Stanley.

## Succès
Propulsé par plusieurs hits (Nothin' but a Good Time, Fallen Angel, Your Mama Don't Dance et Every Rose Has Its Thorn), l'album connaîtra son pic en septembre-octobre 1988, atteignant la position de numéro 2 au classement des ventes d'albums aux États-Unis. Seuls les géants Guns N' Roses et Bon Jovi empêchent Poison d'arriver à la première place des charts car leurs albums respectifs Appetite for Destruction et New Jersey connaissent alors un succès massif.
En 1991, l'album est certifié cinq fois disque de platine aux États-Unis, et s'est vendu à 8 million d'exemplaires à travers le monde.

## Liste des titres
| 1.    | Love on the Rocks         | 3:33 |
| 2.    | Nothin' but a Good Time   | 3:43 |
| 3.    | Back to the Rocking Horse | 3:34 |
| 4.    | Good Love                 | 2:51 |
| 5.    | Tearin' Down the Walls    | 3:50 |
| 6.    | Look but You Can't Touch  | 3:25 |
| 7.    | Fallen Angel              | 3:56 |
| 8.    | Every Rose Has Its Thorn  | 4:20 |
| 9.    | Your Mama Don't Dance     | 3:00 |
| 10.   | Bad to Be Good            | 4:03 |
| 36:11 |                           |      |

| 11. | Livin' for the Minute                      | 2:41  |
| 12. | World Premiere Interview (radio interview) | 10:45 |

## Composition du groupe
- Bret Michaels - chants
- C.C. DeVille - guitare
- Bobby Dall - basse
- Rikki Rockett - batterie